# 唐冠华
唐冠华 （1989年7月5日—），男，山东青岛人，中国当代艺术家。
由于他自愿放弃在城市的工作，并与妻子一起搬到森林里从事编织，缝纫，生态农业，可持续能源和自然建筑等自给自足生活实验，建设共识社区，因此受到媒体的广泛采访

## 生平
唐冠华于1989年出生于山东青岛。他16岁就离开了学校，开始了自己的设计业务。17岁那年，他到香港和澳门旅行时，亲眼目睹了人们如何受到资本主义和工业化的强烈影响。他曾表示，他的父亲经常把他放在新华书店，他因此看了很多书，觉得自己有一种特殊的使命，肯定要做点什么。回大陆后，唐冠华开始深刻反思人与人之间相互伤害的现代社会结构。然后，他开始从事当代艺术领域的工作。

## 艺术创作

### 行为艺术

#### 荒唐制造: 身份
（2008）由唐冠华和黄金组成的荒唐制造创作小组。他们去了城市中心拥挤的商业区，并表演了一系列神奇的现场戏剧，如商人乞讨 以及商场里的医院 , 对各类社会身份标签进行解构。

#### 十二小时
（2008年）唐冠华在一条拥挤的商业街上步行并突然停止站立了十二个小时。

#### 红布
（2009年）唐冠华用一条红布遮住自己的眼睛，从北京国家体育馆步行到天安门广场。

### 纪录片

#### 花园
2010，录像，1h50m
纪录片《花园》发行后，作为影片主要关注对象的青岛八大湖社区的“旧城改造”项目成为该年（2010年）中国唯一的非法拆除项目。然后，中央电视台的《焦点访谈》进行了特别报道，揭露了该降级计划未经政府授权即被没收。

#### 共识之路
2018，视频，1h35m
唐冠华组织了一个由9人组成的小组，前往德国，法国，意大利，葡萄牙，芬兰和苏格兰，访问了不同类型的共识社区，例如生态村，概念村和共同住房项目。他采访了各个社区的居民和创始人。这些共识社区大多数都位于远离城市的地方，但其中一些位于市中心。这些社区花了数十年甚至数百年的时间来聚集具有共同信念，偏好和价值观的人们，以通过建造房屋，种植自己的食物，生产清洁能源和制造生活必需品来实现自给自足。

#### 采访唐冠华
2018，视频，1h13m
19岁的唐冠华已经辍学3年了，他对商业竞争的价值观和社会发展的目标进行了深刻的反思。他关闭了自己的平面设计公司，搬到La山，尝试通过制作服装，种植食物和建造庇护所等自给自足的生活。他与志同道合的朋友建立了一个每个人都归属，每个人都贡献自己的社区。在过去的十年中，他接受了中央电视台，《纽约时报》，路透社，NHK，BBC和许多其他媒体的采访。媒体工作者为他拍摄影片时，唐冠华使用自己的录像机记录了采访过程多年。

### 社会雕塑

#### 家園計劃
家园计划（AnotherLand）是一个非营利性公益计划。
旨在服务每个时代的少数群体，尊重生命的差异化和多样化。
提供“共识社区（Intentional Communities）”作为公益服务产品，改善少数群体的生活质量。
“家园计划”是对人类文明发展的反省，是对如何延续人类文明的探讨。
“家园计划”不是苦行僧对人类自身极限的试炼，而是研究如何让人类生活得更加舒适健康。
“家园计划”不是反城市化，而是让人可以在城市与“家园”之间自由选择。
“家园计划”不反对科技，而是探讨科技与自然的融合。

#### 自给自足實驗室
中国自给自足实验室（CSS LAB）是一个民营可持续技术实验室。
由唐冠华与邢振夫妇创办。隶属于家园计划（AnotherLand）。通过5年的在地生活实验，制作和发行《独立之道》系列短片和出版物--家庭生活必需品制作指南。 为中国共识社区运动做出营造技术储备。

#### 共识社区
唐冠华于2009年提出了“共识社区”的概念，这是指一群人协商一致自愿组成一个独立的社区。

#### 南部生活共识社区
2015年以来，唐冠华和他的朋友有相同兴趣转移到来自全国各地的福州，中国一个82英亩的土地，并开始AnotherCommunity实验被称为“南部生活 （页面存档备份，存于）”（ （中文））。到2020年，数百人参加了该实验，十几个长期居民已经住在这里。

#### 我的一生
唐冠华已成功地通过互联网众筹，为无家可归的跨性别者刘培麟（大喜）出版了一本私人日记《我的一生》

## 展览
- 2009 第五届宋庄艺术节, 红湾美术馆，北京，中国
- 2015 个展：家园计划, 艺美基金会, 北京, 中国[24]
- 2015 No air no art, Museum of Contemporary Art Beijing - MoCA, Beijing, China[25]
- 2015 赫尔辛基艺术节, 芬兰
- 2016 北京国际设计周, 北京, 中国
- 2016 互动美术馆计划, UCCA尤伦斯艺术中心, 北京, 中国
- 2017 空间内外, 魔金石空间, 798, 北京, 中国
- 2019 布加勒斯特三年展, 莫戈什瓦亞宫殿, 罗马尼亚
- 2019 Inter-World-View, 中国美术学院美术馆, 杭州, 中国

## 奖项与提名
2018
- 2018年联合国地球青年卫士决赛入围[26]
- 凤凰网百人计划

2017
- 圈子艺术青年奖二等奖[27]
- 提名联合国开发计划署（UNDP）赤道奖[28]

2014
- “城市画报”中国85后公益人物奖[29]

## 争议
有人认为唐冠华的举动是反文明的。他们认为，如果更多的人开始住在农村地区，没有人会工作并纳税。 唐冠华认为，历史只能前进，永远不能倒退，人类永远不可能做出同样的人生选择。

### 引用
1. ↑  . China30s. 11 Jan 2018  [2020-03-14]. （原始内容存档于2020-10-29）. 参数|newspaper=与模板{{cite web}}不匹配（建议改用{{cite news}}或|website=） (帮助)
2. ↑  . XinhuaNet. 11 Apr 2018  [2020-03-14]. （原始内容存档于2020-08-09） （中文）.
3. ↑  . The New York Times.   [15 June 2015]. （原始内容存档于2020-09-19）.
4. ↑   [Entering China's Contemporary Utopia]. Nouvelles d'Europe. 7 Feb 2017  [2020-03-14]. （原始内容存档于2020-02-27） （中文）.
5. ↑   [Into the Wilderness: Self-Sufficiency Life Experiment]. NEWS CHINA. 8 Apr 2018  [2020-03-14]. （原始内容存档于2020-08-09） （中文）.
6. ↑  . dokumen.pub.   [2024-11-19] （英语）.
7. 1 2   [Tang Guanhua's Porject AnotherLand]. Echo Wang's Page. 2019  [2020-03-14]. （原始内容存档于2020-02-27） （中文）.
8. ↑   [Men's suit leather begging downtown]. CRI Online. 26 Jun 2008  [2020-03-14]. （原始内容存档于2020-02-27） （中文）.
9. ↑   [Hospital in Shopping Mall]. Tencent. 2016  [2020-03-14]. （原始内容存档于2020-02-27） （中文）.
10. ↑  The Garden 《花园》 English Subtitles. YouTube (November 2010). Retrieved 22 Aug 2018.
11. ↑  Long way to consensus 《共识之路》 English Subtitles. YouTube (Jun 2018). Retrieved 1 Oct 2018.
12. ↑  You Interviewed TangGuanhua 《接受采访》 English Subtitles. YouTube (Sep 2018). Retrieved 11 Sep 2018.
13. 1 2  张安奇. . 河北青年报. 2014年4月20日: 河北青年报A06版 （中文）.
14. ↑  刘素楠; 邓穗琪. . 中国财富杂志社. 2014-01: 60 （中文）.
15. ↑  中国中央电视台新闻频道. . 央视国际. 2014-05-01 （中文）. |pages=被忽略 (帮助)
16. 1 2   [Project AnotherLand: About the Future of Humanity?]. JieMian-NoonStory. 6 May 2019  [2020-03-14]. （原始内容存档于2020-02-27） （中文）.
17. ↑  中国中央电视台新闻频道. . 央视国际. 2014-05-01 （中文）. |pages=被忽略 (帮助)
18. ↑  刘素楠; 邓穗琪. . 中国财富杂志社. 2014-01: 60 （中文）.
19. ↑   [Southern Life Community]. Initium Media. 11 Nov 2019  [2020-03-14]. （原始内容存档于2020-10-01） （中文）.
20. ↑  . South China Morning Post.   [16 Nov 2019]. （原始内容存档于2020-08-11）.
21. ↑  . The Independent.   [1 Feb 2020]. （原始内容存档于2020-11-27）.
22. ↑   [Experimental community: "Southern Life"]. The Paper. 18 Jan 2016  [2020-03-14]. （原始内容存档于2020-02-27） （中文）.
23. ↑  . Chinarrative.   [23 Jun 2019]. （原始内容存档于2020-02-27）.
24. ↑  . randian.   [28 Mar 2015]. （原始内容存档于2018-10-28）.
25. ↑  . artfacts. 19 May 2015  [2020-03-14]. （原始内容存档于2020-02-27） （中文）.
26. ↑  . United Nations.   [12 Nov 2018].
27. ↑   [The Second Circle Art Youth Award]. artnet News China. 2 Jun 2016  [2020-03-14]. （原始内容存档于2020-02-27） （中文）.
28. ↑   [Another Communities]. Equator Initiative. 4 Jun 2017  [2020-03-14]. （原始内容存档于2020-09-19） （中文）.
29. ↑   [CITYZINE POST85]. CityZine. 27 Oct 2017  [2020-03-14]. （原始内容存档于2020-02-27） （中文）.
30. ↑   [Farmers should not be classified separately]. wugu.com.cn. 7 Jan 2013  [2020-03-14]. （原始内容存档于2020-02-27） （中文）.

### 资料来源
- Denise Hruby, "China’s new communes: self-sustainability in Fujian province," South China morning post,（页面存档备份，存于）longreads-article(Nov.2019)3037535.
- ADAM WU, "Living Largely Off the Grid in China," （页面存档备份，存于）THE NEW YORK TIMES Sinosphere, (June 2015).
- Mo Hong'e, "Urban couple seeks pastoral life,"（页面存档备份，存于）Society China Daily, (April 18,2018).
- Chen Xia, "Young couple pursue green mountain life," （页面存档备份，存于） South China morning post, That's Life(April 16, 2014).
- NHK World, Self-Suffciency Lab June 25, 2014 3:00am-3:31am JST
- Shanyu Zhong, "JINGART Lowdown: Beijing Art Shows to See," （页面存档备份，存于） OCULA MAGAZINE, Report(28 May 2019).